# Bodfish
Bodfish est une census-designated place du comté de Kern, dans l'État de Californie, aux États-Unis. Sa population s’élevait à 1 956 habitants lors du recensement de 2010.

## Démographie
| 2000  | 2010  | - | - | - | - |
| ----- | ----- | - | - | - | - |
| 1 823 | 1 956 | - | - | - | - |